# Correnderapieper
De correnderapieper  (Anthus correndera) is een soort zangvogel uit de familie piepers en kwikstaarten van het geslacht Anthus.

## Verspreiding en leefgebied
Deze soort telt vijf ondersoorten:
- A. c. calcaratus: Peru.
- A. c. correndera: zuidoostelijk Brazilië, Paraguay, Uruguay en noordelijk Argentinië.
- A. c. catamarcae: Bolivia, noordelijk Chili en noordwestelijk Argentinië.
- A. c. chilensis: zuidelijk Chili en zuidelijk Argentinië.
- A. c. grayi: de Falklandeilanden.